# Quando non c'è il gatto...
Quando non c'è il gatto... (When the Cat's Away) è un film del 1935 diretto da Rudolf Ising. È un cortometraggio d'animazione della serie Happy Harmonies, distribuito negli Stati Uniti il 16 febbraio 1935.

## Trama
Quando la gatta di casa viene attirata fuori da un maschio, i topi e gli scarafaggi che abitano il luogo escono allo scoperto e danno una festa in cui saccheggiano la cucina, cantano e ballano. La festa viene però rovinata da un ratto che insidia una topolina; uno dei topi cerca invano di difenderla ma la gatta torna appena in tempo e, appena visto il ratto, lo insegue permettendo a tutti gli altri di nascondersi. Prima di scappare a sua volta, il topo regala alla gatta una ciotola di latte per ringraziarla.

## Distribuzione

### Edizioni home video
In America del Nord il corto è stato distribuito in DVD dalla Warner Home Video il 7 giugno 2011 come extra in quello di Volo di notte.